# DIFFERENCE
『DIFFERENCE』（ディファレンス）は、日本のシンガーソングライターである崎谷健次郎の通算1枚目のオリジナル・アルバム。秋元康・崎谷健次郎共同プロデュース作品。

## 解説
1987年3月21日、映画『いとしのエリー』（主演：国生さゆり）主題歌となったメジャー・デビュー・シングル「思いがけないSITUATION」から僅か3ヶ月で発売された自身初のアルバム。2枚目のシングル「夏のポラロイド」と同時発売された。
8曲目「KISSの花束」は、映画『いとしのエリー』挿入歌で、自身の作家デビュー曲（稲垣潤一に「The Rule Of Love 〜Baby, take a chance on me〜」（1985年）、彩恵津子に「星の彼方に」（1986年）として提供）をセルフカバーしたもの。
崎谷は本作発売当時、月刊明星1987年8月号のインタビュー記事で「何年たっても聴き飽きない音楽を作りたい」と語っている。
発売当時のノベルティ・グッズは「SAKIYA」の刻印が入った金色ボディのボールペン。
本作はラジオCMが制作され、発売に合わせてニッポン放送で流された。キャッチコピーは「君の心にも、SAKIYAが居る。」。
ジャケットのアートワークはシングル「夏のポラロイド」と同じくパステル調の切り絵であるが、シングルでは恋人同士が左端と右端に離れて位置されているのに対し、本作では恋人が寄り添っている。

## 2018年再発盤
本作発売から31年経過した2018年、ポニーキャニオン協力のもと、崎谷自身の個人レーベル「IMPRESSION」より「DIFFERENCE（2018リマスター復刻限定盤）」が2018年5月1日にCDで発売された。CD発売に先駆け、4月25日から音源が各配信サービスで配信され、更にハイレゾ音源がポニーキャニオンからリリースされた。
CDはまず2018年の崎谷のライブ会場で発売され、2021年現在は崎谷の公式ホームページやamazonで販売されている。
上記のとおり当初はライブ会場および公式ホームページ・amazonのみにおいて発売されていたが、2022年3月3日からタワーレコードでも『DIFFERENCE -2018 REMASTER- （+3）』として取り扱いが開始された。タワーレコード公式ホームページの本作取扱開始告知ページには崎谷のメッセージが記載された。
これら2018年再発盤には、1987年初盤収録曲9曲のリマスター音源に加え、ボーナス・トラックとして、3枚目のシングル「もう一度夜を止めて（SINGLE VERSION）」、２枚目のシングル「夏のポラロイド」カップリング曲で長らく未CD化だったアルバム9曲目のアナザー・ヴァージョン「瓶の中の少年（NO STRINGS VERSION）」、更に未発表曲である「Morning Light （UNRELEASED DEMO）」の3曲を加えた全12曲が収録されている。
但し「Morning Light （UNRELEASED DEMO）」は、CDのみで聴くことが出来る。
リマスター再発盤の発売を記念して崎谷の公式ホームページに特設サイトが開設され、全12曲のライナーノーツが掲載された。

## 収録曲

### 1987年オリジナル盤
- 全曲作曲・編曲：崎谷健次郎（特記以外）
- 編曲：崎谷健次郎・武部聡志（3,8）倉田信雄（9）
- 作詞（M-8：日本語詞）：秋元康（1,2,3,5,7,8,9）有木林子（4,6）湯川れい子（8）

1. 愛の時差（difference in time）
2. 思いがけないSITUATION
3. 夏のポラロイド
4. HALF MOON
5. 愛されてもいない－ハーレムの天使たち－
6. St.ELMOS FIRE〜幻の光〜
7. 僕には君だけ
8. KISSの花束
9. 瓶の中の少年

### 2018年リマスター盤
1. 愛の時差（difference in time）
2. 思いがけないSITUATION
3. 夏のポラロイド
4. HALF MOON
5. 愛されてもいない－ハーレムの天使達－
6. St.ELMO’S FIRE～幻の光～
7. 僕には君だけ
8. KISSの花束
9. 瓶の中の少年
10. 【Bonus Tracks】もう一度夜を止めて（Single Version）
  - 作詞：秋元康　作曲：崎谷健次郎　編曲：崎谷健次郎・武部聡志
11. 【Bonus Tracks】瓶の中の少年（NO STRINGS VERSION）
  - 作詞：秋元康　作曲：崎谷健次郎　編曲：倉田信雄
12. 【Bonus Tracks】Morning Light（Unreleased Demo）
  - 作詞・作曲・編曲：崎谷健次郎